# Zapasy na Letnich Igrzyskach Olimpijskich 1980 – kategoria do 68 kg w stylu wolnym
Zmagania mężczyzn w wadze 68 kg to jedna z dziesięciu męskich konkurencji w zapasach w stylu klasycznym rozgrywanych podczas Letnich Igrzysk Olimpijskich 1980. Pojedynki w tej kategorii wagowej odbyły się w dniach 29 – 31 lipca.

## Klasyfikacja[2]
| Pozycja | Nazwisko            | Kraj       |
| ------- | ------------------- | ---------- |
| 1       | Sajpułła Absaidow   | ZSRR       |
| 2       | Iwan Jankow         | Bułgaria   |
| 3       | Shaban Sejdiu       | Jugosławia |
| 4       | Jagmander Singh     | Indie      |
| 5       | Eberhard Probst     | NRD        |
| 6       | Octavian Dușa       | Rumunia    |
| 7       | Ali Hussain Faris   | Irak       |
| 8       | Pekka Rauhala       | Finlandia  |
| 9       | Dzewegijn Ojdow     | Mongolia   |
| 10      | János Kocsis        | Węgry      |
| 11      | José Ramos          | Kuba       |
| .       | Stanisław Chiliński | Polska     |
| 13      | Oscar Segers        | Belgia     |
| 14      | Zsigmond Kelevitz   | Australia  |
| 15      | Saïd Admane         | Algieria   |
| .       | Victor Koulaigue    | Kamerun    |
| .       | Mazen Tuleimat      | Syria      |
| .       | Nguyễn Ðình Chi     | Wietnam    |

## Zasady
Przyjęto zasadę punktów karnych, gdzie zdobycie sześciu punktów lub więcej eliminowało zawodnika z turnieju. Kolejność miejsc medalowych ustalona została w specjalnej rundzie finałowej, z udziałem trzech zawodników z najmniejszą liczbą takich punktów.
- TPP — Punkty karne razem
- MPP — Punkty karne pojedynku
- TF — Łopatki
- DQ — Dyskwalifikacja za pasywność
- IN — Kontuzja przeciwnika

## Punktacja
- 0 — Wygrana na łopatki, przewagę techinczną, pasywność, kontuzję
- 0.5 — Wygrana na punkty  (8-11 punktów różnicy)
- 1 — Wygrana na punkty  (1-7 punktów różnicy)
- 2 — Dyskwalifikacja za pasywność, zwycięzca również był pasywny
- 3 — Przegrana na punkty (1-7 punktów różnicy)
- 3.5 — Przegrana na punkty (8-11 punktów różnicy)
- 4 — Przegrana na łopatki, przewagę techiczną, pasywność, kontuzję

## Wyniki[3]

### Pierwsza runda
| TPP | MPP |                     | Wynik\|Czas |                   | MPP | TPP |
| --- | --- | ------------------- | ----------- | ----------------- | --- | --- |
| 3   | 3   | Jagmander Singh     | 2 - 9       | Dzewegijn Ojdow   | 1   | 1   |
| 4   | 4   | Nguyễn Ðình Chi     | TF / 1:44   | János Kocsis      | 0   | 0   |
| 3.5 | 3.5 | Pekka Rauhala       | 5 - 13      | José Ramos        | 0.5 | 0.5 |
| 4   | 4   | Zsigmond Kelevitz   | DQ / 5:38   | Shaban Sejdiu     | 0   | 0   |
| 0   | 0   | Iwan Jankow         | 15 - 1      | Oscar Segers      | 4   | 4   |
| 0   | 0   | Eberhard Probst     | TF / 1:18   | Victor Koulaigue  | 4   | 4   |
| 4   | 4   | Stanisław Chiliński | TF / 5:34   | Sajpułła Absaidow | 0   | 0   |
| 4   | 4   | Saïd Admane         | DQ / 8:36   | Octavian Dușa     | 0   | 0   |
| 4   | 4   | Mazen Tuleimat      | DQ / 5:18   | Ali Hussain Faris | 0   | 0   |

### Druga runda
| TPP | MPP |                     | Wynik\|Czas |                   | MPP | TPP |
| --- | --- | ------------------- | ----------- | ----------------- | --- | --- |
| 3   | 0   | Jagmander Singh     | TF / 2:17   | Nguyễn Ðình Chi   | 4   | 8   |
| 2   | 1   | Dzewegijn Ojdow     | 7 - 4       | János Kocsis      | 3   | 3   |
| 4.5 | 1   | Pekka Rauhala       | 9 - 2       | Zsigmond Kelevitz | 3   | 7   |
| 3.5 | 3   | José Ramos          | 3 - 10      | Shaban Sejdiu     | 1   | 1   |
| 0.5 | 0.5 | Iwan Jankow         | 11 - 3      | Eberhard Probst   | 3.5 | 3.5 |
| 4   | 0   | Oscar Segers        | IN          | Victor Koulaigue  | 4   | 8   |
| 4   | 0   | Stanisław Chiliński | TF / 7:16   | Saïd Admane       | 4   | 8   |
| 0   | 0   | Sajpułła Absaidow   | TF / 4:29   | Mazen Tuleimat    | 4   | 8   |
| 0   | 0   | Octavian Dușa       | TF / 4:38   | Ali Hussain Faris | 4   | 4   |

### Trzecia runda
| TPP | MPP |                   | Wynik\|Czas |                     | MPP | TPP |
| --- | --- | ----------------- | ----------- | ------------------- | --- | --- |
| 3   | 0   | Jagmander Singh   | 13 - 1      | János Kocsis        | 4   | 7   |
| 5   | 3   | Dzewegijn Ojdow   | 12 - 13     | Pekka Rauhala       | 1   | 5.5 |
| 7   | 3.5 | José Ramos        | 3 - 11      | Iwan Jankow         | 0.5 | 1   |
| 1   | 0   | Shaban Sejdiu     | TF / 3:22   | Oscar Segers        | 4   | 8   |
| 3.5 | 0   | Eberhard Probst   | TF / 7:14   | Stanisław Chiliński | 4   | 8   |
| 0   | 0   | Sajpułła Absaidow | TF / 5:59   | Octavian Dușa       | 4   | 4   |
| 4   |     | Ali Hussain Faris |             | Bez walki           |     |     |

### Czwarta runda
| TPP | MPP |                   | Wynik\|Czas |                   | MPP | TPP |
| --- | --- | ----------------- | ----------- | ----------------- | --- | --- |
| 8   | 4   | Ali Hussain Faris | 1 - 19      | Jagmander Singh   | 0   | 3   |
| 9.5 | 4   | Pekka Rauhala     | TF / 3:18   | Shaban Sejdiu     | 0   | 1   |
| 4   | 3   | Iwan Jankow       | 1 - 6       | Sajpułła Absaidow | 1   | 1   |
| 4.5 | 1   | Eberhard Probst   | 6 - 3       | Octavian Dușa     | 3   | 7   |
| 5   |     | Dzewegijn Ojdow   |             | DNA               |     |     |

### Piąta runda
| TPP | MPP |                   | Wynik\|Czas |                 | MPP | TPP |
| --- | --- | ----------------- | ----------- | --------------- | --- | --- |
| 6   | 3   | Jagmander Singh   | 7 - 11      | Iwan Jankow     | 1   | 5   |
| 2   | 1   | Shaban Sejdiu     | 6 - 2       | Eberhard Probst | 3   | 7.5 |
| 1   |     | Sajpułła Absaidow |             | Bez walki       |     |     |

### Runda finałowa
Zaliczone pojedynki z wcześniejszych rund
| TPP | MPP |                   | Wynik\|Czas |                   | MPP | TPP |
| --- | --- | ----------------- | ----------- | ----------------- | --- | --- |
|     | 3   | Iwan Jankow       | 1 - 6       | Sajpułła Absaidow | 1   |     |
| 1   | 0   | Sajpułła Absaidow | TF / 7:45   | Shaban Sejdiu     | 4   |     |
| 4   | 1   | Iwan Jankow       | 6 - 2       | Shaban Sejdiu     | 3   | 7   |